# Distrito electoral de Elmwood (condado de Cass, Nebraska)
Elmwood (en inglés: Elmwood Precinct) es un distrito electoral ubicado en el condado de Cass en el estado estadounidense de Nebraska. En el Censo de 2010 tenía una población de 618 habitantes y una densidad poblacional de 6,67 personas por km².

## Geografía
Elmwood se encuentra ubicado en las coordenadas 40°55′00″N 96°18′1″O / 40.91667, -96.30028. Según la Oficina del Censo de los Estados Unidos, Elmwood tiene una superficie total de 92.59 km², de la cual 92.48 km² corresponden a tierra firme y (0.12%) 0.11 km² es agua.

## Demografía
Según el censo de 2010, había 618 personas residiendo en Elmwood. La densidad de población era de 6,67 hab./km². De los 618 habitantes, Elmwood estaba compuesto por el 96.93% blancos, el 0.81% eran amerindios, el 0.49% eran asiáticos, el 0.81% eran de otras razas y el 0.97% pertenecían a dos o más razas. Del total de la población el 1.78% eran hispanos o latinos de cualquier raza.